# Даутбаев, Тулеген
Тулеген Даутбаев (Даутбай) (каз. Төлеген Дәуітбаев; 1893—1978) — советский партийный и общественный деятель Казахстана.

## Биография
Родился в 1893 году, в Сыр-Дарьинской губернии (ныне Жалагашский район, Кызылординская область, Казахстан), происходит из рода Кереит племенного союза Жетыру в составе Младшего Жуза. Трудовую деятельность начал в 1918 году учителем начальной школы. В период с 1929 по 1930 годы работал заместителем председателя Кзыл-Ординского райисполкома. С 1930 по 1943 годы возглавлял районные земельные отделы, работал директором МТС (Машинно-Тракторных Станций) в Кзыл-Ординской и Чимкентской областях КазССР. В 1943 — 1952 годах являлся председателем исполкомов Сырдарьинского, Казалинского районных Советов депутатов трудящихся.
В 1946 году был одним из участников первого выпуска курсов Руководящих Советских Работников при Совете Министров КазССР.
В 1952 — 1954 годах работал заведующим отделами коммунального хозяйства и социального обеспечения Кзыл-Ординского облисполкома. С 1954 года по февраль 1959 года в числе тридцатитысячников являлся председателем колхоза им. Кирова Сырдарьинского района, в 1959-1960 годы был начальником управления строительства в колхозах облисполкома.
Принимал активное участие в общественной и политической жизни, неоднократно избирался членом Сырдарьинского, Казалинского районных и Кзыл-Ординского областного комитета партии, депутатом Кзыл-Ординского областного Совета и депутатом Верховного Совета Казахской ССР 2-го, 3-го и 4-го созывов.
После окончания трудовой деятельности, ему был присвоен статус Персонального Пенсионера Республиканского Значения.

## Награды и премии
- орден Ленина (Указом Президиума Верховного Совета СССР от 11 января 1957 года, орден № 300707)
- орден Трудового Красного Знамени СССР
- орден «Знак Почёта» СССР
- медаль «За доблестный труд в Великой Отечественной войне 1941—1945 гг.» СССР
- медаль «За трудовую доблесть» (Указом Президиума Верховного Совета СССР от 13 июля 1954 года, медаль № 55321)
- Почётная Грамота Президиума Верховного Совета Казахской ССР за достигнутые успехи в деле развития и укрепления общественного животноводства в колхозах в 1942 году (указ от 25 ноября 1943 года)
- Почётная Грамота Президиума Верховного Совета Казахской ССР (указ от 27 февраля 1948 года)
- Почётная Грамота Президиума Верховного Совета Казахской ССР за активное участие в социалистическом строительстве (в 1950 году)

## Память
В 2013 году спустя 35 лет после его смерти, в уже суверенном Казахстане, постановлением Кызылординского городского акимата и решением Кызылординского городского маслихата в честь Тулегена Даутбаева были названы улица и переулок в городе Кызылорда. Его биография включена в справочник «Улицы Кызылорды» на русском и казахском языках. 

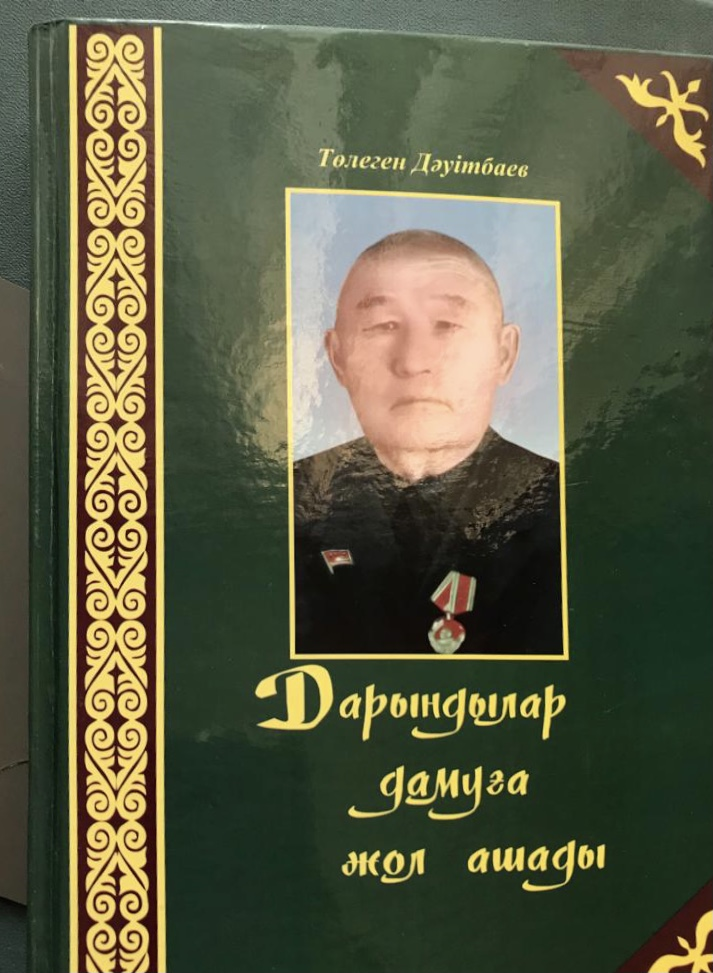
Книга «Дарындылар дамуға жол ашады» (автор Кадир Амзеев)

В 2019 году выпущена книга посвященная Тулегену Даутбаеву на казахском языке «Дарындылар дамуға жол ашады» (автор Амзеев Кадир). В основу этой книги легли архивные данные, а также воспоминания его современников, соратников и родственников.